# Johann Wilhelm auf der Heyden
Johann Wilhelm auf der Heyden (* August 1661 in Elberfeld (heute: Stadtteil von Wuppertal); † Dezember 1746 ebenda) war Bürgermeister von Elberfeld.
Johann Wilhelm auf der Heyden wurde als Sohn von Johannes auf der Heyden (1629–1692), dem Bürgermeister von 1678 und dessen Frau Mechthild Teschemacher, Tochter des Anton Teschemacher, Bürgermeister von 1629, geboren. Johannes auf der Heyden hatte zudem nach dem Tod der Eltern seiner Frau den Miterben den Hof aufm Hökel für 2390 Reichstalern abgekauft. Johann Wilhelm hatte 1688 Anna Elisabeth Siebel (1670–1729) geheiratet, die jüngste Tochter des Bürgermeisters Andreas Siebel (1619–1684). Mit ihr hatte er fünf Kinder, von denen zwei früh starben. Das jüngste Kind war Johann Jakob auf der Heyden, der 1746 und 1753 Bürgermeister wurde.
Johann Wilhelm auf der Heyden war wie sein Vater Kaufmann in Elberfeld. Er wurde 1695 erstmals für das Amt des Bürgermeisters vorgeschlagen, konnte sich jedoch noch nicht durchsetzen. Im Jahr darauf wurde er Ratsmitglied und 1701 wurde er erneut zum Bürgermeister vorgeschlagen, jedoch wieder erfolglos. Nachdem er 1703 nochmal Ratsmitglied war, wurde er im folgenden Jahr zum Bürgermeister gewählt. Folglich war er 1705 dann Stadtrichter. In den Jahren 1705 und 1706 war er auch wieder Ratsmitglied. Vom 9. Januar 1709 an war er bis zum 23. Januar 1741 für 32 Jahre Schöffe am Stadtgericht. Während dieser Zeit war er 1719 und 1739 nochmal im Rat der Stadt und 1727 nochmal Bürgermeister. 1728 folglich ein zweites Mal auch Stadtrichter.